# Water Trix
Water Trix ist ein US-amerikanischer Kurzfilm aus der Reihe Pete Smith Specialties, der 1949 veröffentlicht wurde.

## Handlung
Der Film zeigt den Wasserskisportler Preston Petersen und zwei weitere Sportler. Die drei führen verschiedene Kunststücke ihrer Sportart vor.

## Auszeichnungen
1950 wurde der Film in der Kategorie Bester Kurzfilm (eine Filmrolle) für den Oscar nominiert.

## Hintergrund
Uraufgeführt wurde der Film am 5. November 1949.
Sprecher des Films war der Produzent Pete Smith.